# 斉藤直樹
斎藤 直樹 （さいとう なおき、1968年（昭和43年）4月17日 - ）は、日本のダンサー、俳優。

## 略歴
神奈川県立横須賀高校(高39期)を経て、上智大学外国語学部英語学科を卒業。上智大学在学中にマイアミ大学劇場美術学科へ留学。安室奈美恵、TRFなどのバックダンサーを経て、俳優へデビューを果たしている。傍ら、ストレートプレイミュージカルなど舞台を中心に活動中。

## 人物
星座はおひつじ座。特技はジャズダンス・タップダンス、水泳、スキー。
また、英語にも堪能であり、英語検定の資格（準一級）を取得している。

## 出演

### 舞台
- ボーイズ・タイム（2000年、渋谷PARCO劇場、演出：宮本亜門）
- White 2000（2000年、恵比寿エコー劇場、スタジオライフ）
- クラウゼヴィッツの帽子（2001年、ザ・スズナリ、青空美人）
- 東京の桜（2001年、新宿スペース107、劇庵）
- カルテ（2002年、日生劇場、演出：岸谷五朗）
- BENT（2002年、ベンサンピット、演出：ロバート・アラン・アッカーマン）
- 空にかかわるもの（2002年、ザ・スズナリ、青空美人）
- PURE LOVE（2003年、アートスフィア、演出：小池修一郎）
- ヴァージニア・ウルフなんかこわくない？（2003年、ベンサンピット、演出：アリ・エデルソン）
- Angels in America（2004年、ベンサンピット、演出：ロバート・アラン・アッカーマン）
- 三人姉妹（2004年、ベンサンピット、演出：ロバート・アラン・アッカーマン）
- クラウディア（2004年、青山劇場、地球ゴージャス、演出：岸谷五郎）
- 日の丸レストラン改訂版（2005年、東京芸術劇場小ホール、演出：森田空海）
- HUMANITY THE MUSICAL〜モモタロウと愉快な仲間たち〜（2006年、新宿コマ劇場、地球ゴージャス、演出：岸谷五郎）
- 血の婚礼（2006年、ベンサンピット、演出：アリ・エデルソン）
- クラウディアからの手紙（2006年、世田谷パブリックシアター、演出：鐘下辰男）
- RED SHOWS,BLACK STOCKINGS（2006年、ル・テアトル銀座、演出：荻田浩一）
- 戸田恵子Live Show ”Actress”（2007年、草月ホール、演出：三ツ矢雄二）
- ウーマン・イン・ホワイト（2007年、青山劇場、演出：松本裕子）
- Angels in America ＜再演＞（2007年、ベンサンピット、演出：ロバート・アラン・アッカーマン）
- バーム・イン・ギリヤド（2008年、新宿シアターモリエール、演出：ロバート・アラン・アッカーマン）
- 1945（2008年、世田谷パブリックシアター、演出：ロバート・アラン・アッカーマン）
- 赤い城 黒い砂（2009年、日生劇場、演出：栗山民也）
- 炎の人（2009年、銀河劇場、天王洲、演出：栗山民也）
- ラスコーリニコフとスヴィドリガイロフ（2010年、八幡山ワーサルシアター、演出：中嶋しゅう）
- マット＆ベン（2010年、新宿シアターミラクル、演出：栗原崇）
- ウーマン・イン・ホワイト ＜再演＞（2010年、青山劇場、演出：松本裕子）
- 炎の人 ＜再演＞（2011年、銀河劇場、天王洲、演出：栗山民也）
- Another Sketch of Mind- a work in progress（2011年、APOCシアター、演出：小川絵梨子）
- 橋からの眺め（2012年、テアトルBONBON、演出：小川絵梨子）
- サロメ（2012年、新国立劇場、演出：宮本亜門）
- マクベス（2013年、シアターコクーン、演出：長塚圭史）
- 帰郷（RunsFirstプロデュース公演）（2013年、シアター風姿花伝、翻訳・演出：小川絵梨子）
- あかいくらやみ（2013年、シアターコクーン、作・演出：長塚圭史）
- ピローマン（2013年、下北沢『劇』小劇場、翻訳・演出：小川絵梨子）
- 朝鮮刑事ホン・ユンシク（2013年、シアタートラム、演出：広田淳一）
- カルメン（2013年、神戸アートビレッジセンター、演出：小野寺修二）
- テンペスト（2014年、まつもと市民芸術館、演出：串田和美）
- 6週間のダンスレッスン（2014年、博品館劇場、他、演出：西川信廣）
- 女学生とムッシュ・アンリ（2015年、紀伊國屋サザンシアター、演出：小笠原響）
- アドルフに告ぐ（2015年、神奈川芸術劇場、他、演出：栗山民也）
- ユビュ王（2015年、まつもと市民芸術館、上演台本・演出：小川絵梨子）
- いま、ここにある武器（2016年、シアター風姿花伝、演出：千葉哲也）
- 蝶のやうな私の郷愁（2018年、APOCシアター、演出：荒井遼）
- ヘッダ・カーブレル（2018年、高田馬場プロトシアター、演出：稲葉賀恵）
- 人形の家（2018年、中野スタジオあくとれ、演出：川畑秀樹）
- WILD（2019年、グローブ座、演出：小川絵梨子）
- スペインの戯曲（2019年、新国立劇場小劇場、演出：大澤遊）
- くろねこちゃんとベージュねこちゃん（2019年、サンモールスタジオ、演出：谷賢一）
- FORTUNE（2020年、東京芸術劇場プレイハウス、作：サイモン・スティーブンス、演出：ショーン・ホームズ）
- ピローマン（2024年、新国立劇場、作：マーティン・マクドナー、演出：小川絵梨子）[3]

### テレビドラマ
- フェイス（CX）1997年
- Over Time-オーバー・タイム（CX）1999年
- 20歳の結婚（TBS）2000年
- 松本清張没後20年特別企画 市長死す（CX）2012年
- リッチマン、プアウーマン（CX）2012年

### 映画
- 座頭市（2003年）
- ラーメンガール（2008年）

### CM
- DHC「カルシウムサプリメント」
- 新日本石油「エネオス」
- トヨタ「プリウス」
- ポーラフーズ「シーズケース」
- 理研ビタミン「わかめスープ」
- ブリジストン「ドーナツ・タイヤ」
- グリコ「プッチンプリン」
- 味の素「フリフリ・シェイク」
- 講談社「週刊地球旅行」
- キリンビバレッジ「ラガービール」
- 九州石油
- JR西日本

## その他
- メタルギアソリッド4 ガンズ・オブ・ザ・パトリオット - ヴァンプ（モーションアクター）